# 문빈
문빈(한국 한자: 文彬, 1998년 1월 26일 ~ 2023년 4월 19일)은 대한민국의 가수이자 배우, 댄서였다. 보이 그룹 아스트로 일원으로 활동했으며, 활동 당시 서브보컬, 메인댄서를 맡았다.

## 생애
충청북도 청주시 서원구 분평동에서 1남 1녀 중 첫째로 태어났다.
부모님의 권유로 아동복 모델로 활동했으며, 2008년에 판타지오 소속 연예인이 되었다. 2009년에는 KBS2 드라마인 《꽃보다 남자》 에 김범의 아역으로 출연했다.
2016년 2월 23일 김명준, 박진우, 이동민(절친), 윤산하와 함께 보이 그룹 아스트로로 데뷔했다. 2020년 3월 4일부터 2022년 10월 26일까지 윤산하와 베리베리의 강민과 함께 《쇼 챔피언》 진행자를 맡았다. 2020년 9월 14일에는 윤산하와 함께 아스트로의 유닛 그룹인 문빈&산하로 활동하기 시작했다.

### 사망
2023년 4월 19일 저녁 8시 10분 경 서울 강남구 청담동의 자택에서 사망한 것이 매니저에 의해 발견되었다. 서울강남경찰서 관계자는 극단적 선택을 한 것으로 추정된다며 정확한 사망 원인 조사를 위해 부검을 검토 중이라고 밝혔다.
이후 서울아산병원에 빈소가 마련되었으며, 4월 20일 오전 2시 25분에 소속사인 판타지오에서 문빈의 사망 소식을 발표했다.

## 학력
- 서울중마초등학교(졸업)
- 건국대학교 사범대학 부속중학교(졸업)
- 한림연예예술고등학교 실용음악과(졸업)

## 음반 활동
| 연도 | 음반                     | 발매일           | 노래(곡)      |
| ---- | ------------------------ | ---------------- | ------------- |
| 2017 | FLY DAY                  | 2017년 11월 13일 | FLY DAY       |
| 2018 | FM201.8-04hz : 언어 영역 | 2018년 4월 30일  | 언어 영역     |
| 2022 | Drive to the Starry Road | 2022년 5월 16일  | Let's go ride |

### 문빈&산하
| 연도 | 음반                                | 발매일          | 노래(곡)        |
| ---- | ----------------------------------- | --------------- | --------------- |
| 2020 | IN-OUT                              | 2020년 9월 14일 | Eyez On U       |
| 2020 | IN-OUT                              | 2020년 9월 14일 | Bad Idea        |
| 2020 | IN-OUT                              | 2020년 9월 14일 | 섬(Alone)       |
| 2020 | IN-OUT                              | 2020년 9월 14일 | All I Wanna Do  |
| 2020 | IN-OUT                              | 2020년 9월 14일 | Dream Catcher   |
| 2022 | Ghost Town                          | 2022년 2월 11일 | Ghost Town      |
| 2022 | REFUGE                              | 2022년 3월 15일 | WHO             |
| 2022 | REFUGE                              | 2022년 3월 15일 | BOO             |
| 2022 | REFUGE                              | 2022년 3월 15일 | DIA             |
| 2022 | REFUGE                              | 2022년 3월 15일 | Distance        |
| 2022 | REFUGE                              | 2022년 3월 15일 | Ghost Town      |
| 2022 | 카카오웹툰 <너를 만나다> OST Part.1 | 2022년 8월 2일  | 빠져들어        |
| 2022 | 카카오웹툰 <너를 만나다> OST Part.1 | 2022년 8월 2일  | 빠져들어 (inst) |

## 출연 작품

### 드라마
| 연도 | 방송사                              | 제목                       | 역할           | 방영 날짜                         | 비고               |
| ---- | ----------------------------------- | -------------------------- | -------------- | --------------------------------- | ------------------ |
| 2009 | KBS2                                | 《꽃보다 남자》            | 어린 소이정 역 | 2009년 1월 5일~2009년 3월 31일    | (김범 아역)        |
| 2015 | MBC EVERY1                          | 《투 비 컨티뉴드》         | 문빈 역        | 2015년 8월 20일~2015년 9월 3일    | 웹드라마           |
| 2017 | MBC EVERY1                          | 《아이돌 권한대행》        | 문빈 역        | 2017년 7월 7일~2017년 7월 17일    | 웹드라마           |
| 2019 | JTBC                                | 《열여덟의 순간》          | 정오제 역      | 2019년 7월 22일~2019년 9월 10일   |                    |
| 2020 | 유튜브, 페이스북, Seezn             | 《인어왕자 : 너를 만지다》 | 최우혁 역      | 2020년 4월 14일~2020년 4월 29일   | 웹드라마, 첫 주연  |
| 2020 | 유튜브, 페이스북, Seezn, 라이프타임 | 《인어왕자 더 비기닝》     | 최우혁 역      | 2020년 11월 11일~2020년 12월 18일 | 웹드라마, 주연     |
| 2021 | 유튜브                              | 《숨은그놈찾기》           | 문도빈 역      | 2021년 11월 9일~2021년 12월 4일   | 웹드라마, 특별출연 |

### 음악 프로그램
| 연도      | 방송사 | 제목      | 방영 날짜                       | 비고  |
| --------- | ------ | --------- | ------------------------------- | ----- |
| 2020~2022 | MBC M  | 쇼 챔피언 | 2020년 3월 4일~2022년 10월 26일 | [ 8 ] |

### 예능
| 연도 | 방송사            | 제목                                           | 방영 날짜                        | 비고                          |
| ---- | ----------------- | ---------------------------------------------- | -------------------------------- | ----------------------------- |
| 2007 | SBS               | 놀라운 대회 스타킹                             | 2007년 4월 14일                  |                               |
| 2015 | Mnet              | 언프리티랩스타2                                |                                  | 방청객                        |
| 2016 | MBC M             | 아스트로 OK! 준비완료                          | 2016년 1월 21일~2016년 2월 18일  |                               |
| 2016 | KBS2              | 1대100                                         | 2016년 3월 8일                   | 차은우, MJ와 동반 출연        |
| 2018 | O tvN, tvN        | 어쩌다 행동과학연구소                          | 2018년 9월 24일~2018년 9월 25일  |                               |
| 2018 | XtvN              | 최신유행 프로그램                              | 2018년 10월 6일~2018년 11월 24일 |                               |
| 2019 | XtvN              | 최신유행 프로그램 2                            | 2019년 9월 7일~2019년 12월 21일  |                               |
| 2020 | Olive             | 식벤져스                                       | 2020년 6월 24일~2020년 7월 29일  |                               |
| 2021 | MBC TV            | 2021 설특집 아이돌스타 선수권대회: 명예의 전당 | 2021년 2월 11일~2021년 2월 12일  |                               |
| 2021 | JTBC              | 아는 형님                                      | 2021년 4월 17일                  | 차은우와 동반 출연            |
| 2021 | Seezn, 유튜브     | 빽투더 아이돌 2                                | 2021년 9월 7일                   | 진진, 라키 윤산하와 동반 출연 |
| 2021 | JTBC              | 차이나는 클라스 - 인생수업                     | 2021년 9월 26일                  |                               |
| 2021 | MBC EVERY1, MBC M | 주간 아이돌                                    | 2021년 11월 10일                 | 윤산하와 동반 출연            |
| 2021 | 디즈니+           | 런닝맨: 뛰는 놈 위에 노는 놈                   | 2021년 12월 8일                  | [ 11 ]                        |
| 2021 | 유튜브            | 출근은 스포츠다                                | 2021년 12월 14일 ~               | 웹 예능                       |
| 2022 | 쿠팡플레이        | SNL 코리아 (리부트 시즌 2)                     | 2022년 1월 15일~2022년 3월 19일  | [ 13 ]                        |
| 2022 | MBC TV            | 심야괴담회                                     | 2022년 3월 17일                  | 게스트                        |

### 라디오
| 연도 | 방송사     | 제목            | 방영 날짜        | 비고 |
| ---- | ---------- | --------------- | ---------------- | ---- |
| 2018 | MBC M      | 아이돌 라디오   | 2018년 10월 12일 |      |
| 2018 | MBC M      | 아이돌 라디오   | 2018년 11월 2일  |      |
| 2018 | MBC M      | 아이돌 라디오   | 2018년 11월 9일  |      |
| 2018 | MBC M      | 아이돌 라디오   | 2018년 11월 16일 |      |
| 2018 | MBC M      | 아이돌 라디오   | 2018년 11월 23일 |      |
| 2018 | MBC M      | 아이돌 라디오   | 2018년 11월 30일 |      |
| 2018 | MBC M      | 아이돌 라디오   | 2018년 12월 14일 |      |
| 2018 | MBC M      | 아이돌 라디오   | 2018년 12월 21일 |      |
| 2018 | MBC M      | 아이돌 라디오   | 2018년 12월 28일 |      |
| 2019 | MBC M      | 아이돌 라디오   | 2019년 1월 24일  |      |
| 2019 | MBC M      | 아이돌 라디오   | 2019년 1월 25일  |      |
| 2019 | MBC M      | 아이돌 라디오   | 2019년 2월 15일  |      |
| 2019 | MBC M      | 아이돌 라디오   | 2019년 3월 8일   |      |
| 2019 | MBC M      | 아이돌 라디오   | 2019년 3월 15일  |      |
| 2019 | MBC M      | 아이돌 라디오   | 2019년 5월 17일  |      |
| 2020 | MBC M      | 아이돌 라디오   | 2020년 3월 9일   |      |
| 2021 | SBS 파워FM | 영스트리트      | 2021년 4월 11일  |      |
| 2021 | SBS 파워FM | 두시탈출 컬투쇼 | 2021년 8월 8일   |      |
| 2021 | SBS 파워FM | 영스트리트      | 2021년 8월 9일   |      |

### 뮤직비디오
| 연도 | 뮤직 비디오 | 앨범          | 언어   | 공식 영상                   | 비고          |
| ---- | ----------- | ------------- | ------ | --------------------------- | ------------- |
| 2006 | 풍선        | "O"-正.反.合. | 한국어 | 동방신기 - 풍선 MV - 유튜브 | 동방신기 앨범 |